# Boisse (Dordogna)
Boisse è un comune francese di 250 abitanti situato nel dipartimento della Dordogna nella regione della Nuova Aquitania.

## Società

### Evoluzione demografica
Abitanti censiti